# ドワーフウィップレイ
ドワーフウィップレイ（the dwarf whipray、 他 mangrove whipray、Brevitrygon walga）は、アカエイ科に分類されるエイの一種。
太平洋中西部の大陸棚に生息する小型種。頻繁に漁獲され、国際自然保護連合のレッドリストでは近危急種とされている。

## 分布と生息地
タイ、カンボジア、ベトナムからシンガポール、マレーシア、フィリピン、インドネシアまでの太平洋中西部に分布する。インドより西での記録は近縁種の可能性があり、その分布域は確定していない。生息水深は通常50 m未満で、大陸棚の砂地の海底近くに生息する。

## 形態
全長は最大45 cmで、体盤幅は通常24 cm。体盤は楕円形で、吻は鈍く尖る。尾は鞭状で体盤よりも長く、尾褶は存在しない。雌は尾が短く、先端が丸い。尾の付け根付近には4 - 6本の毒棘がある。背面はベージュ色からピンクがかった色で、水中ではカブトガニと見間違えられる。

## 生態
雄が雌の腹面を掴んで交尾を行う。胎生であり、妊娠期間は不明だが、胎仔は母親の子宮分泌液から栄養を得る。産仔数は1 - 2で、体盤幅17 cmで性成熟する。

## 人との関わり
小型種のため本種を対象とした漁業は行われていないが、底引網で混獲され、食用になる。個体数は減少傾向にあるため、IUCNによって近危急種に指定されている。